# Olympische Winterspiele 1992/Teilnehmer (Andorra)
| Gelbes Symbol für Goldmedaillen mit stilisierten Olympischen Ringen | Graues Symbol für Silbermedaillen mit stilisierten Olympischen Ringen | Braundes Symbol für Bronzemedaillen mit stilisierten Olympischen Ringen |
| ------------------------------------------------------------------- | --------------------------------------------------------------------- | ----------------------------------------------------------------------- |
| —                                                                   | —                                                                     | —                                                                       |

Andorra nahm an den Olympischen Winterspielen 1992 im französischen Albertville mit einer Delegation von fünf alpinen Skifahrern, vier Männern und eine Frau, teil. 

## Teilnehmer nach Sportarten

### Ski Alpin
Herren:
- Gerard Escoda
Super-G: DSQ
Riesenslalom: 36. Platz
Slalom: 32. Platz
- Víctor Gómez
Super-G: DSQ
Riesenslalom: DNF
- Nahum Orobitg
Super-G: DSQ
Riesenslalom: 38. Platz
Slalom: DNF
- Ramon Rossell
Super-G: 47. Platz
Riesenslalom: DNF
Slalom: DNF

Frauen:
- Vicky Grau
Super-G: 37. Platz
Riesenslalom: DNF
Slalom: DNF

## Weblink
- Olympiamannschaft Andorras 1992 in der Datenbank von Sports-Reference (englisch; archiviert vom Original)